# Seneca (film)
Seneca (Seneca – Oder: Über die Geburt von Erdbeben) è un film del 2023 diretto da Robert Schwentke.

## Trama
L'imperatore Claudio bandisce Seneca e sposa la giovane Agrippina. Più tardi, chiede a Seneca di fare da tutore al figlio dodicenne Nerone. Seneca ritorna e sta al fianco di Nerone per diversi anni, esercitando una grande influenza su di lui, anche dopo che è diventato imperatore. Nel 65 d.C., Nerone lotta per difendere la sua tirannia. Seneca, accusato di far parte di una congiura contro Nerone, riceve l'ordine di uccidersi.

## Produzione
Le riprese sono iniziate il 25 settembre 2021 nella città di Ouarzazate, nel sud del Marocco.

## Distribuzione
Il film è stato presentato in anteprima mondiale il 20 febbraio 2023 in occasione della 73ª edizione del Festival internazionale del cinema di Berlino. Successivamente è stato distribuito nelle sale tedesche il 23 marzo dello stesso anno.

## Accoglienza
Su Rotten Tomatoes, il film ha un indice di gradimento del 33% basato su 6 recensioni, con una valutazione media di 1,7/10.